# Nancy Lane
Nancy Lane (Passaic, 14 giugno 1951) è un'attrice, ballerina e cantante statunitense.

## Biografia
È nota soprattutto per aver interpretato il ruolo di Babe nel musical Premio Pulitzer A Chorus Line. Ha interpretato il ruolo per la prima volta nel workshop del 1974, a cui ne è seguito un altro nel 1975 e poi la produzione originale dell'Off Broadway e Broadway (1975). Nel 1976 si è unita al cast del primo tour internazionale del musical ed è tornata poi a recitare nella produzione originale in occasione della replica in cui A Chorus Line divenne il musical più longevo nella storia di Broadway nel 1983.

## Filmografia parziale

### Cinema
- L'ospedale più pazzo del mondo (Young Doctors in Love), regia di Garry Marshall (1982)

### Televisione
- Rhoda – serie TV, 7 episodi (1978)
- Angie – serie TV, 8 episodi (1979-1980)
- Mia sorella Sam (My Sister Sam) – serie TV, 2 episodi (1986-1987)
- Matlock – serie TV, episodio 1x13 (1987)
- Caro John (Dear John) – serie TV, 1 episodio (1989)